# Мозалевский, Иван Иванович
Иван Иванович Мозалевский (псевдоним Жан Алле; 24 сентября 1890, Бреслау, Пруссия или Влоцлавек, Варшавская губерния — 5 января 1975, Симферополь) — русский и украинский советский график, живописец и искусствовед, член Союза художников Украины с 1953 года. Муж художницы Валентины Мозалевской (урожд. Розовой; 1897—1978).

## Биография
Родился 24 сентября 1890 года в городе Бреслау. В 1910—1912 годах учился в Киевском художественном училище у Владимира Менка и Ивана Селезнева; в 1913 году — в школе Общества поощрения художеств в Санкт-Петербурге, руководитель Иван Билибин); в 1914—1915 годах — вольный слушатель Петербургской Академии художеств (ученик Василия Матэ).
В 1917—1919 годах жил в Киеве, где основал собственную художественную школу и профессиональный союз художников «Искусство»; с 1918 года — главный художник типографии Кульженко; с марта 1918 года по июнь 1919 года возглавлял гравировально-художественный отдел Экспедиции заготовки государственных бумаг, созданной правительством Украинской Центральной Радой, разрабатывал проекты украинских денежных купюр. В 1919—1920 годах жил в городе Каменец-Подольский, где открыл художественно-промышленную школу, был избран председателем губернского школьного правления.
В 1920 году эмигрировал в Вену, где открыл художественную студию. С 1921 года главный художник издательства И. Ладыжникова в Берлине. С 1926 года жил в Париже, до 1930 года работал редактором художественного отдела газеты «Украинские вести»; сотрудничал с журналом «Наш Союз», газетой «Парижский вестник», где печатал статьи об украинских и российских художниках.
В 1947 году вернулся в Киев, впоследствии жил в Москве, а с 1953 года в Симферополе, работал в картинной галерее. Проживал в доме на улице Гагарина. Умер в Симферополе 5 января 1975 года.

## Творчество
Работал в области станковой и книжной графики, плаката, живописи; в 1913—1916 годах — в техниках линогравюры, офорта, рисунка, акварели, автор миниатюры на слоновой кости, экслибрисов; рисовал виньетки, заставки, иллюстрации для петербургских журналов и издательств, обложки к:
- сборнику «Чемпионат поэтов» (Санкт-Петербург, 1913);
- книге «Счастливый домик» Владислава Ходасевича (Москва, 1914);
- сборнику «Блистательный Санкт-Петербург» Николая Агнивцева (Берлин, 1923).
- книге «История русского искусства» Виктора Никольского (Берлин, 1923).

Использовал мотивы украинского народного искусства, национальную символику и орнаменты.
Учась в школе Общества поощрения художеств в 1913 году принимал участие в оформлении оперы «Руслан и Людмила» Михаила Глинки для театра Народного дома. В 1913—1914 годах ряд иллюстраций художника был помещен в журнале «Аполлон», в частности рисунок птицы (1913, № 6).
Среди работ:
- знак Украинского свободного университета в Праге (1924);

иллюстрации к
- стихам «Белые павы» Поля Верлена (1911, тушь, перо), «Аннабель Ли» Эдгара По (линогравюры, 1932);
- романам
  - «Идиот» Фёдора Достоевского (Берлин, 1923);
  - «Манон Леско» Антуана Франсуа Прево (1934, офорт, акватинта);
- Сборнику сказок Редьярда Киплинга (Прага, 1924);
- пьесы «Горе от ума» Александра Грибоедова (Москва, 1950);

станковая графика
- «Ш. Бодлер» (1912, офорт);
- «Летний вечер» (1913, тушь, перо);
- «Рыцарь» (1921, тушь, перо);
- «Рабочий» (1923, тушь, перо);
- «Труд» (1924, тушь, перо);
- Портрет В. Антонова-Овсиенко (1925);
- «Автопортрет» (1927);
- «Монмартр. Париж» (1930);
- " Гроза " (1930);
- «Индийский мотив. Охота» (1932);
- «Жена» (1934);
- «Кокер» (1936);
- «Серны» (1937, линогравюра);
- «Эльзас» (1937);
- «В. И. Ленин в 1908 году за работой в парижском кафе» (1946, акварель);
- «Это война» (1956—1957, линогравюра);
- «Черная пантера» (1957);
- «И. Репин» (1957, линогравюра);
- «В. И. Ленин в редакции газеты „Пролетарий“» (1960, линогравюра);
- «Париж, 1901 год» (1960, в соавторстве с Валентиной Мозалевской);

циклы
- офортов «Виды Парижа» (1929—1934)
- гравюр «Звери. Птицы. Цветы» (1930-е);

плакаты
- «Иван Федоров» (1950, в соавторстве с Валентиной Мозалевской);
- «Каждому колхозу-рыбное хозяйство!» (1952, в соавторстве);

живопись
- «Деревенская прогулка» (1931).

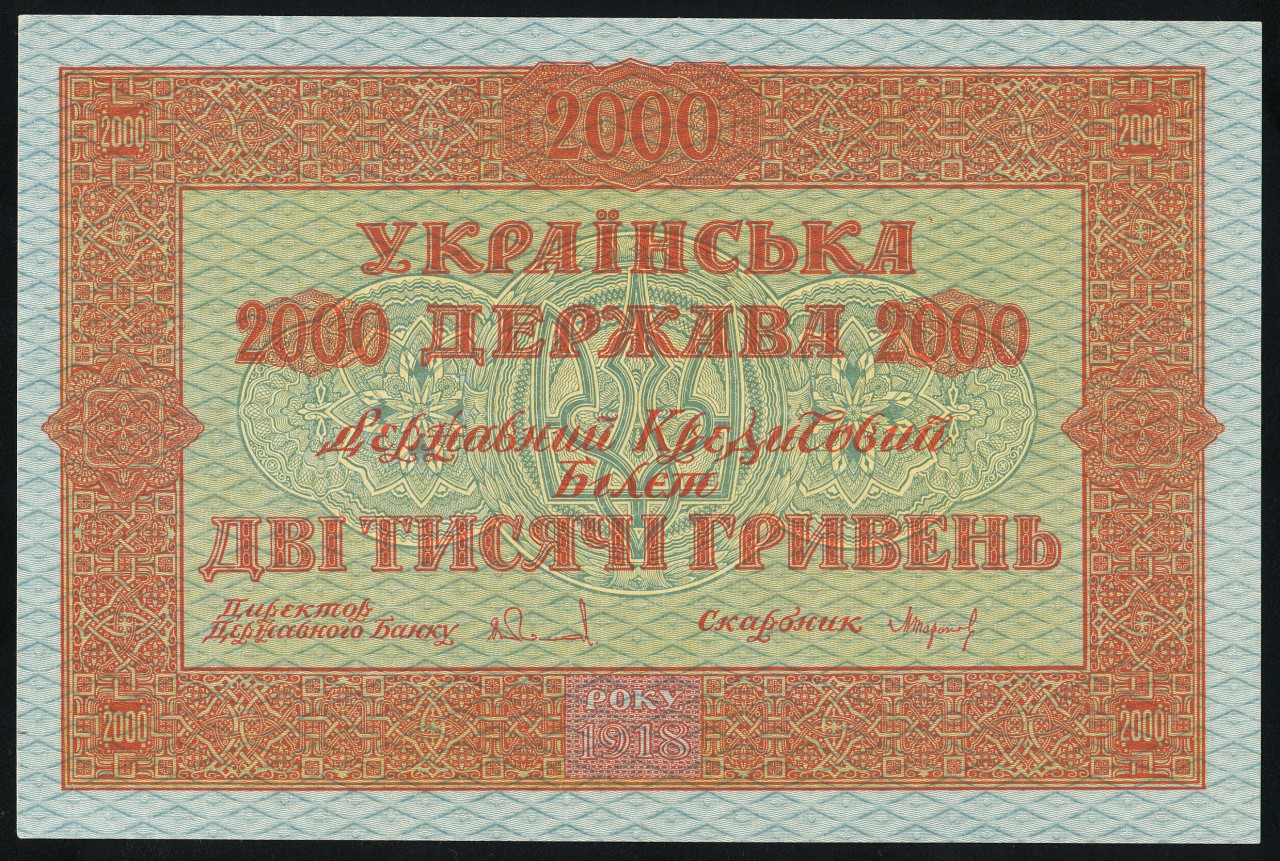

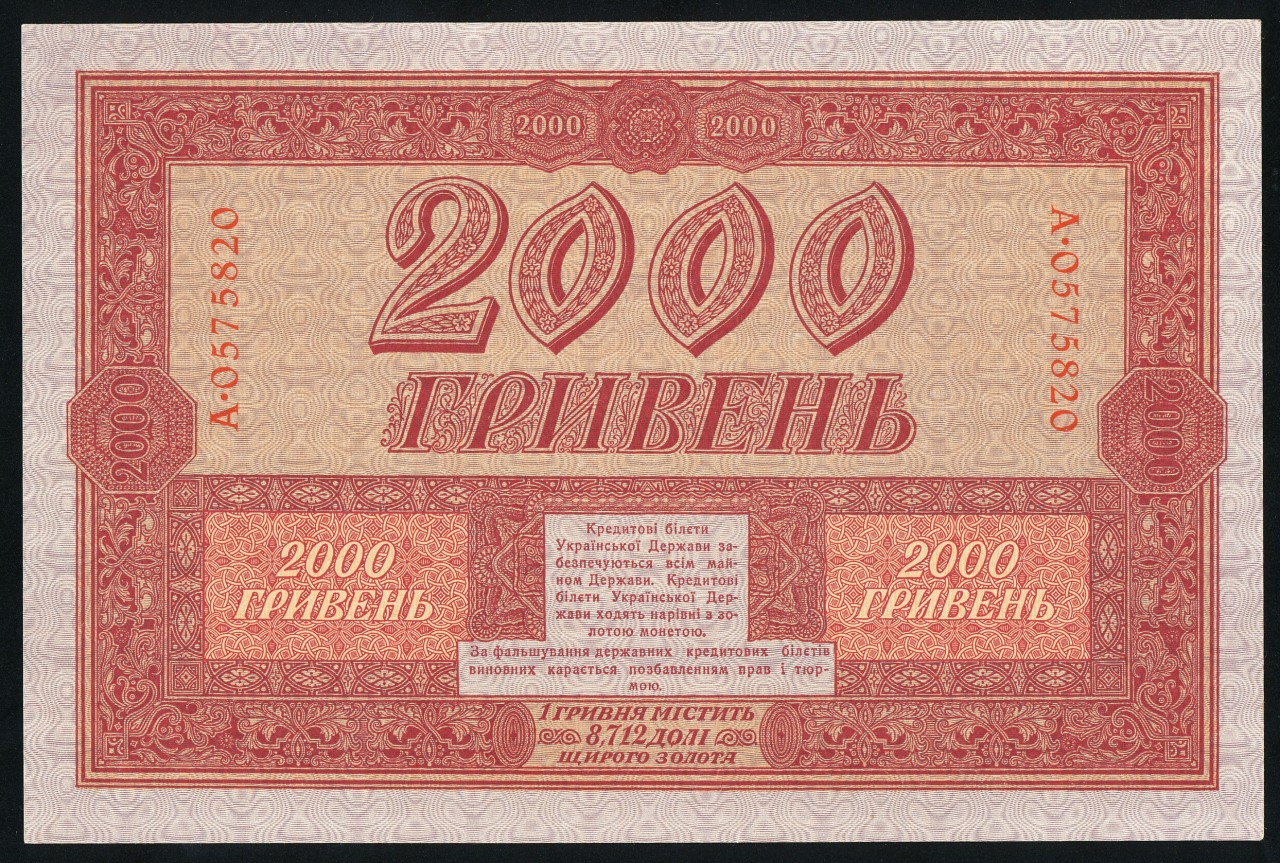
2000 гривен — проект Ивана Мозалевского

Автор проектов украинских бумажных денег, ценных государственных бумаг, почтовых марок, знака на монопольные изделия. По его проектам в денежное обращение выпущены банкноты 1000 и 2000 гривен.
Выполнил несколько нереализованных проектов бумажных денег и других государственных бумаг национально-освободительных соревнований, которые экспонировались на «Выставке современной украинской графики» Ассоциации независимых украинских художников во Львове в июне 1932 года:
- банкнота 5 рублей;
- консульская марка 25 шагов;
- 3 рубля;
- талон 2 рубля;
- почтовая марка 2 рубля;

44 проекты выполнены тушью и 13 — карандашом.
Участвовал в областных, всеукраинских, всесоюзных и международных художественных выставках с 1911 года. Персональные состоялись в Париже (1928—1929, 1931), Симферополе (1954, посмертная в 1990 году), Москве (1963, 1971).
Бо́льшая часть работ была передана вдовой Симферопольскому художественному музею. В 1990 в музее состоялась выставка в связи со 100-летием со дня рождения художника. Представлен также в Киевском государственном музее украинского искусства. Материалы личного архива имеются в Государственном архиве Крымской области (Ф. Р-3510. 502 д.) и ГТГ (Ф. 60. 147 ед. хр.). Отдельные работы художника хранятся в Симферопольском художественном музее, Национальном художественном музее Украины.

### Литературная
Автор книги «Современное положение художников во Франции» (Москва, 1950); статей в московском журнале «Художник», в частности:
- «Сколько стоит искусство?» (1961, № 10);
- «Несостоявшаяся встреча: Воспоминания о В. Серове» (1965, № 1);
- «Вдали от родины: Воспоминания о К. Коровине» (1965, № 6);
- «Памяти И. Билибина» (1966, № 8).

Неопубликованные исследования:
- «Техника офорта»;
- «Техника гравюры на дереве и линолеуме»;
- «И. Я. Билибин»;
- мемуары «Книга скитаний».